# Račak
Račak es una localidad de Croacia en el municipio de Netretić, condado de Karlovac.

## Geografía
Se encuentra a una altitud de 231 m s. n. m. a 73 km de la capital nacional, Zagreb.

## Demografía
En el censo 2011 la localidad se encontraba deshabitada.
| Gráfica de población de Račak 1857-2011                             |
|                                                                     |
| Según los censos de población de la oficina estadística de Croacia. |